# Factor de forma de teléfonos móviles
El formato de un teléfono móvil ha tenido numerosos cambios desde el inicial Motorola DynaTAC (del tipo "ladrillo" o brick, en inglés), pasando luego por el tipo "barra" (teléfonos móviles como el Nokia 5110 y demás), el "plegable" o "clamshell" en inglés (teléfonos móviles como el Motorola StarTAC), o los tipo QWERTY (teléfonos móviles como el Nokia C3-00 o varios modelos de BlackBerry); para luego ir pasando a los estándares actuales del tipo "pizarra" (slate en inglés) y los "phablet" (en su mayoría los teléfonos móviles fabricados por Samsung y Apple), entre otros tipos de móviles. 
Además se tiene en cuenta tanto de tipo práctico (interiorización de antenas, reducción del tamaño de las baterías, aumento de la pantalla, etc.) como estéticos (plástico, metal, aluminio, vidrio, etc.), pero pueden agruparse en una serie de factores de forma. La mayoría de los teléfonos móviles actuales poseen pantallas del tipo Slate de entre 5 a 6 pulgadas, con un mínimo de botones físicos (como el encendido/apagado, volumen, y el botón de "Home" -este último en desuso por las nuevas generaciones celulares-), batería no extraíble y cámara digital tanto delantera como trasera, entre otras características.

## Formatos rígidos

### Ladrillo (Brick)
Ladrillo (Brick en inglés) es un término usado en jerga para referirse a los grandes y obsoletos teléfonos móviles populares hacia principios de los años 1990. Aplicado inicialmente a los equipos diseñados con un aparatoso maletín que contenía la circuitería de radio y las baterías y conectores para el automóvil, como el Motorola 4500X, se extendió primero a los equipos similares al Motorola DynaTAC y luego a equipos más reducidos pero con una batería aparatosa como el Motorola MicroTAC.
Hoy en día se utiliza para designar a cualquier modelo de teléfono, no importa su formato, que ha quedado obsoleto, incluso si se comercializa para mercados-nicho como niños o personas mayores.

### Barra
Una barra (bar, slab, block, candybar en inglés), es un teléfono que toma la forma de un Ortoedro.  Este factor de forma ha sido ampliamente utilizado por una variedad de fabricantes, como Nokia y Sony Ericsson. Estos tipos de celulares han sido el "estándar" de la telefonía móvil y muy populares hacia finales de los años 1990 y gran parte de los años 2000. 
Los teléfonos móviles tipo barra tienen normalmente la pantalla (considerada pequeña para los parámetros actuales) y el teclado (tipo 3x4) todo en una cara. De existir cámara principal, se sitúa principalmente en la opuesta. El Samsung SPH-M620 es una variación única al ofrecer en una cara la típica interfaz de una barra y en la opuesta un reproductor de audio digital.

### QWERTY
Aunque no hay un término usado universalmente para referirse a ellos, se suelen llamar teléfonos inteligentes QWERTY a los teléfonos tipo barra con un teclado físico QWERTY situado debajo de la pantalla. 
Este formato proviene principalmente de las PDAs con teclado incorporado o conectable sobre parte de la pantalla, principalmente modelos Hewlett-Packard que se encuentran en el punto medio entre las PDAs y los smartphones. El primer teléfono inteligente que lo incorporó fue el BlackBerry 7230, y el principal fabricante de este tipo de celulares hacia mediados de los años 2000.

### Pizarra oSlate
Un teléfono móvil tipo pizarra, más comúnmente llamado slate es un subformato del formato barra que, como las tabletas tiene un mínimo de botones, utilizando en su lugar una pantalla táctil resistiva o capacitativa y un teclado virtual en formato QWERTY. 
Este formato es muy utilizado actualmente desde los años 2010, principalmente en teléfonos inteligentes de LG Electronics, Apple, HTC, Samsung Mobile, Huawei, etc.

### Phablet
El phablet es un subconjunto del tipo pizarra o slate, que a su vez es un subconjunto del formato barra. Acrónimo de las palabras inglesas phone y tablet, las phablets son una clase de dispositivo móvil diseñado para combinar las funciones de un teléfono inteligente y de una tableta. Los Phablets suelen tener por lo general pantallas que miden (en diagonal) de 5,7 a 6,9 pulgadas (130 a 180 mm).
Además deben ser considerablemente más grandes que la mayoría de los teléfonos inteligentes tipo pizarra/slate de gama alta de su momento (por ejemplo, el phablet Samsung Galaxy Note 9 de 6,4' o el phablet Samsung Galaxy S9+ de 6,2' contra el teléfono inteligente Samsung Galaxy S9 de 5,8', todos estos de la gama alta lanzados en 2018), aunque significativamente menor que las Tabletas de modo que aún pueden caber en los bolsillos de la ropa. Un ejemplo de esto son las gamas Note y S+ de los Samsung Galaxy actuales.

## Formatos articulados

### Plegable (Clamshell)
Un teléfono clamshell, concha de almeja, plegable o flip consta de dos o más secciones que están conectados por bisagras, lo que permite que el teléfono se pliegue con el fin de ser más compacto. Cuando se abre, el altavoz del teléfono y el micrófono se coloca cerca de la oreja del operador y la boca, mejorando la usabilidad. Cuando se cierra incorpora el acto de colgar y al abrirlo puede incorporar el de contestar (programable para evitar contestar llamadas no deseadas). Estos teléfonos han sido muy populares en su momento, al igual que los teléfonos tipo barra hacia finales de los 1990 y años 2000. Eran populares especialmente por su facilidad para transportarlos incluso en la ropa o el bolso, pues el cuerpo protege al teclado de pulsaciones accidentales. Algunos modelos incorporan una pantalla secundaria que permite ver detalles del equipo estando cerrado como batería, cobertura o identidad del llamante.
Motorola fue una vez titular de una trademark (US trademark #2157939, cancelada el 26 de febrero de 2005) para el término "flip phone", pero ha devenido en marca vulgarizada y se usa en inglés coloquial más frecuentemente que clamshell. En cambio en español se usa casi exclusivamente clamshell o la versión castellanizada concha de almeja para referirse al formato.
Motorola es el creador del formato, al lanzar el Motorola StarTAC el 3 de enero de 1996 como sucesor del Motorola MicroTAC, un semi-concha muy popular en su momento. El StarTAC alcanza tal éxito que PC World lo ubica en 2005 en el puesto 6 en el ranking de Los 50 artefactos más grandiosos de los últimos 50 años El StarTAC es el sucesor del MicroTAC, un celular con diseño semi-clamshell que fue lanzado en 1989. Muchos modelos exitosos de Motorola adoptan este formato como los Motorola RAZR V3. En 2010, Motorola presentó una opción diferente con el teléfono inteligente Motorola Backflip. Cuando está cerrado, un lado es la pantalla y el otro es un teclado QWERTY físico. La bisagra está en el borde largo del teléfono en lugar de en el borde corto, y cuando se abre, la pantalla está por encima del teclado.

### Deslizante o Slider
Un teléfono deslizante (slider o slide en inglés) está compuesto por lo general por dos, pero a veces más, secciones que se deslizan una sobre otra en carriles. La mayoría de los teléfonos deslizante tiene un segmento de la pantalla donde se encuentra el altavoz utilizado para las llamadas y la pantalla del teléfono, mientras que otro segmento contiene el keypad o el teclado y se desliza hacia fuera para su uso. El objetivo de utilizar un factor de forma deslizante es permitir que el usuario pueda usar un keypad o teclado físico completo, sin sacrificar la portabilidad, retrayendo estos en el teléfono cuando estos no están en uso.
El Siemens SL10 fue uno de los primeros teléfonos móviles deslizantes en 1999. Algunos teléfonos tienen un deslizador automático incorporado en el que despliega el teclado, en cuanto el usuario inicia el acto de deslizarlo. Algunos modelos únicos tienen un control deslizante de 2 vías (que proporciona funciones distintas según se deslice hacia arriba o hacia abajo), como el Nokia N85 o el Nokia N95.
En una versión de este factor de forma, la parte deslizante que contiene el teclado se sitúa de forma que la pantalla quede encima del teclado, operando en forma girada. El formato de la parte con el teclado se diseña pensando sobre todo en facilitar un acceso más rápido al teclado con ambos pulgares. El Danger Hiptop y el Sony mylo son dos ejemplos principales.

### Giratorio o Swivel
Un teléfono giratorio está compuesto de varios (normalmente dos) segmentos, que giran uno sobre el otro cerca de un eje central. El uso de este factor de forma tiene objetivos similares a los deslizantes, pero este factor de forma se utiliza menos extensamente.

### Mixtos
Algunos teléfonos usan dos ejes, uno central y otro lateral, como el Nokia N90.

## Galería

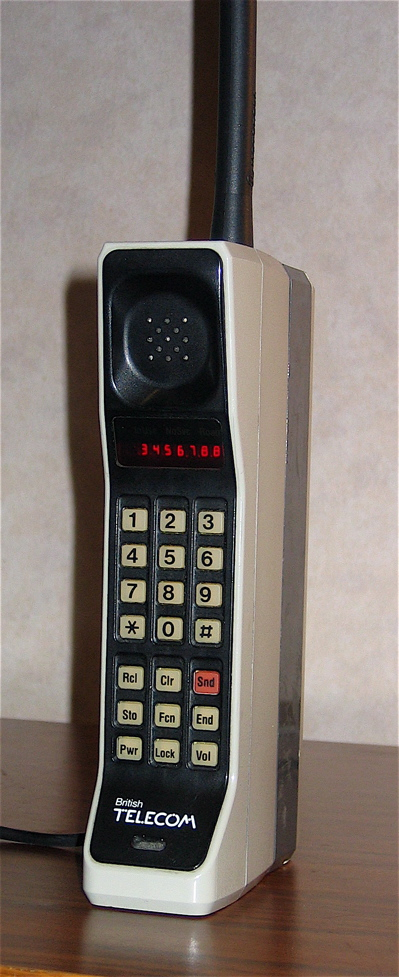
Motorola DynaTAC 8000X, del tipo Ladrillo.
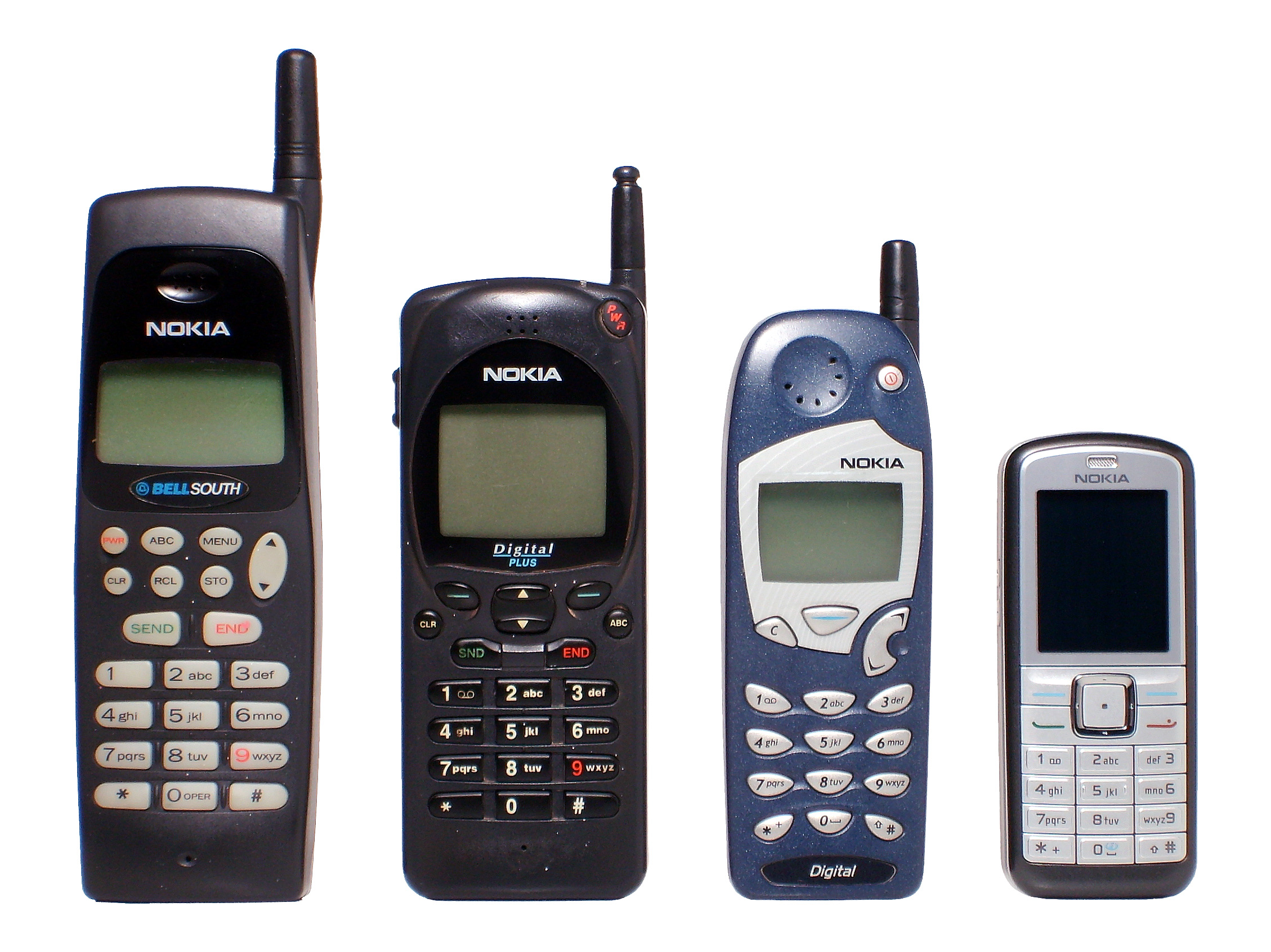
Evolución del formato Barra en Nokia: Nokia 638 (19,06 cm de alto), Nokia 2160 EFR (16,42 cm), Nokia 5160 (14,84 cm), Nokia 6070 (10,5 cm, candybar).
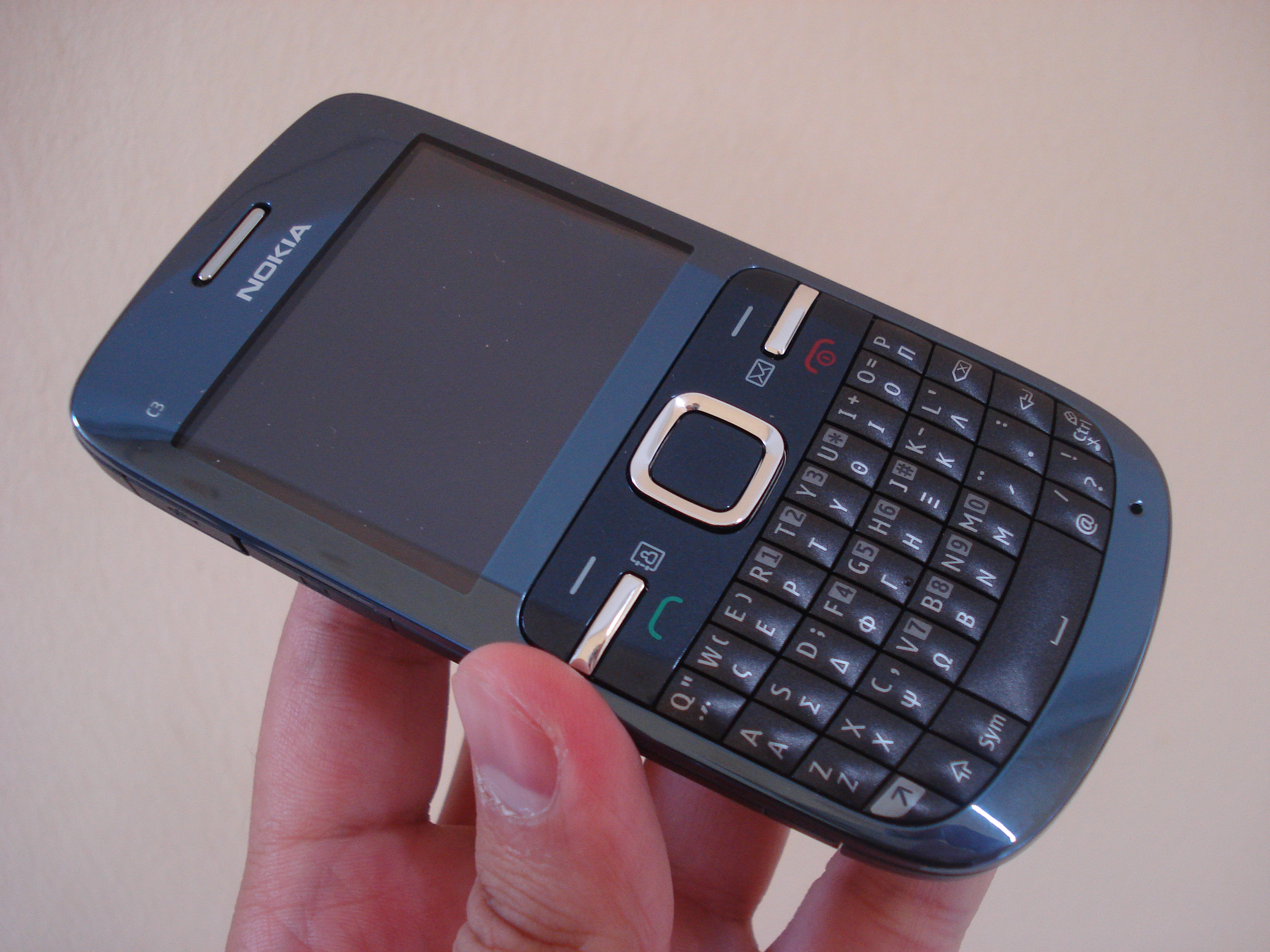
Nokia C3-00, del tipo QWERTY.
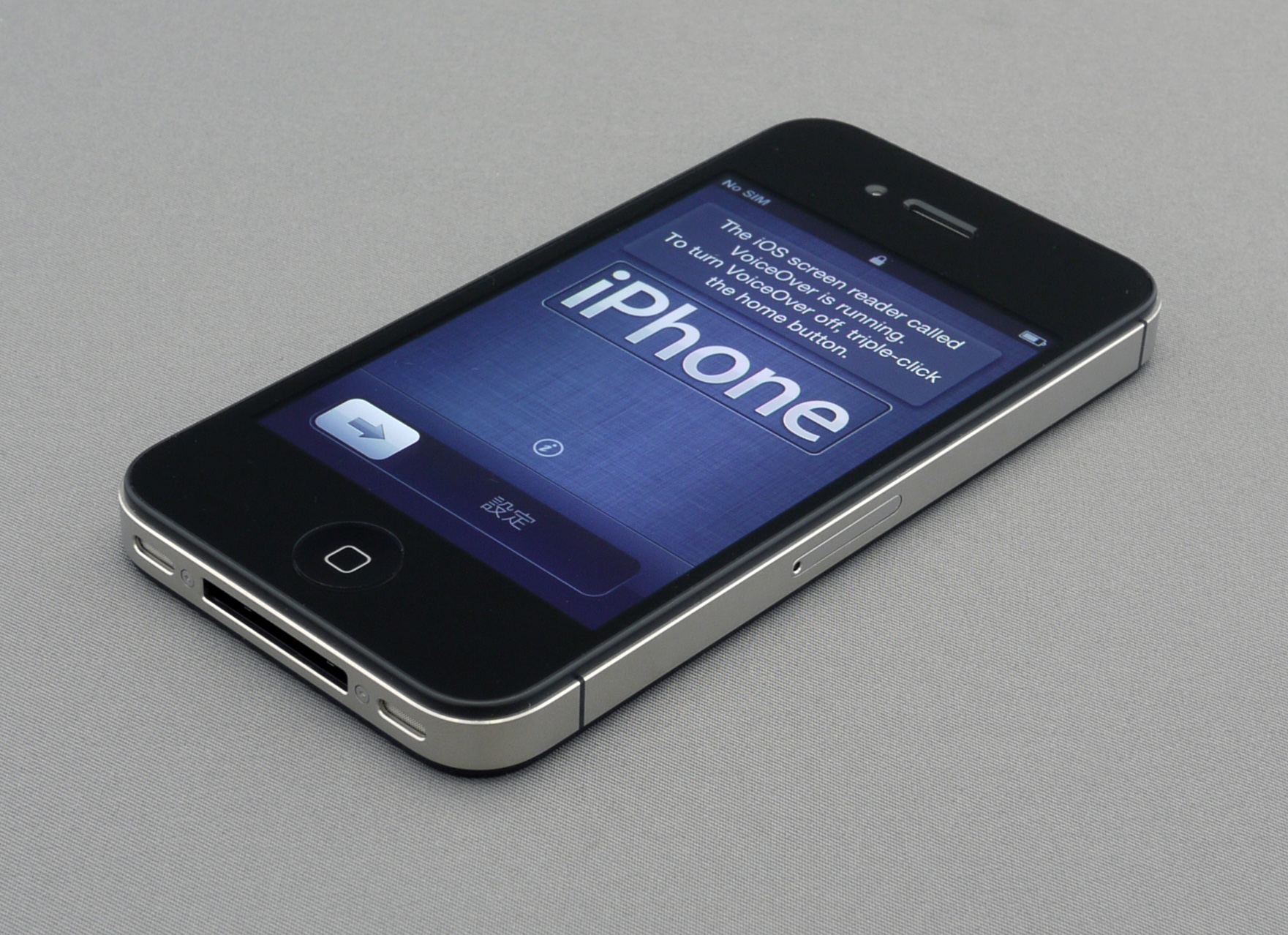
El iPhone 4S, del tipo pizarra/slate.
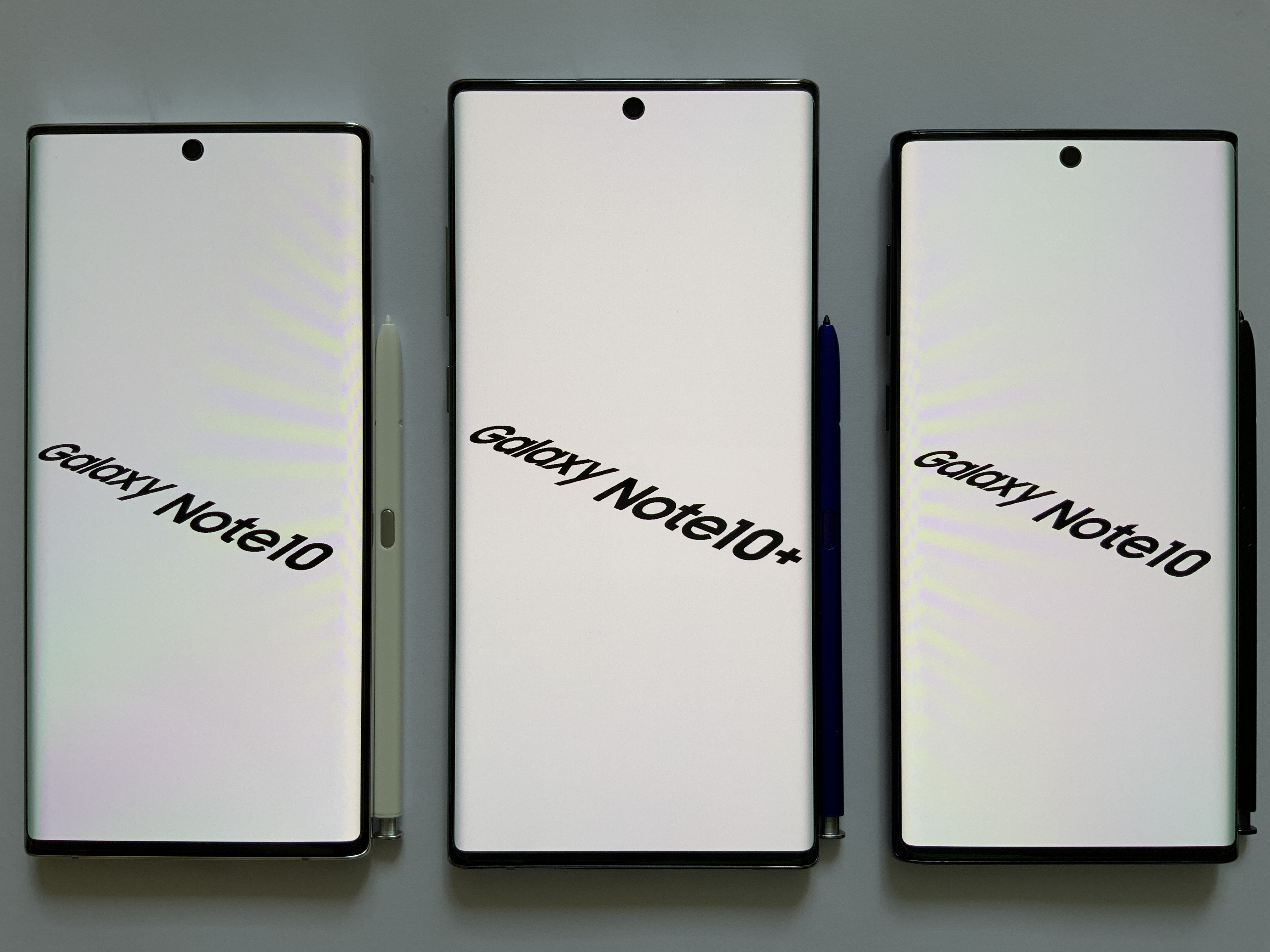
El Samsung Galaxy Note 10, un tipo de phablet moderno.
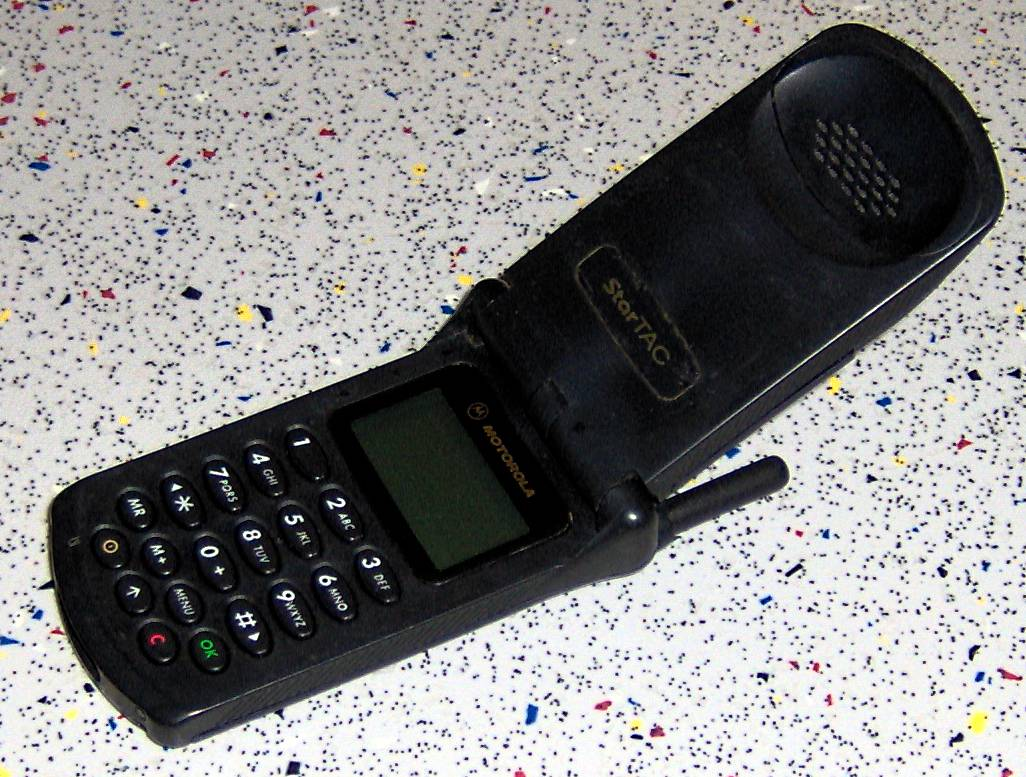
Motorola StarTAC, el primer Clamshell.
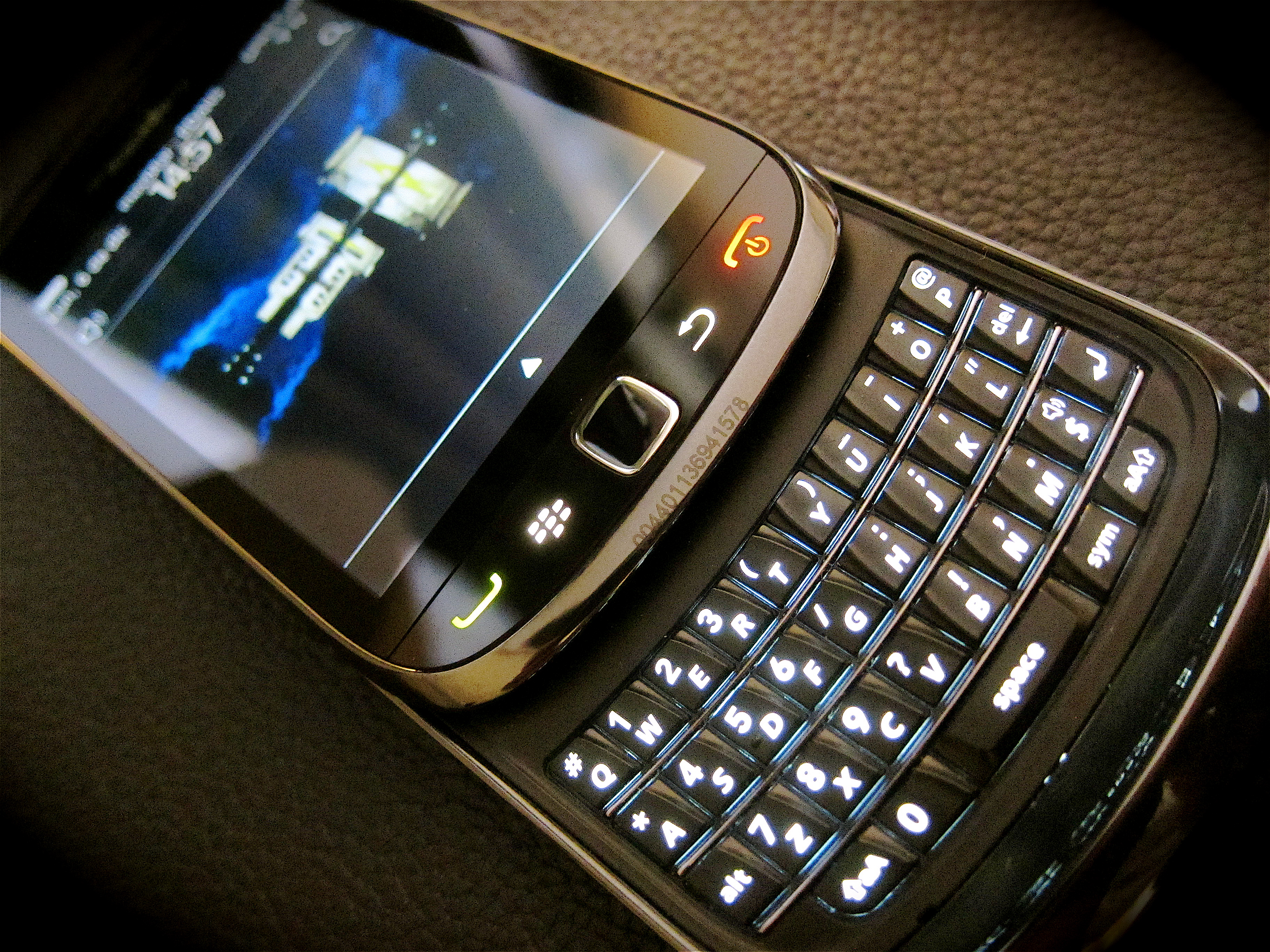
El BlackBerry Touch, del tipo "slider".
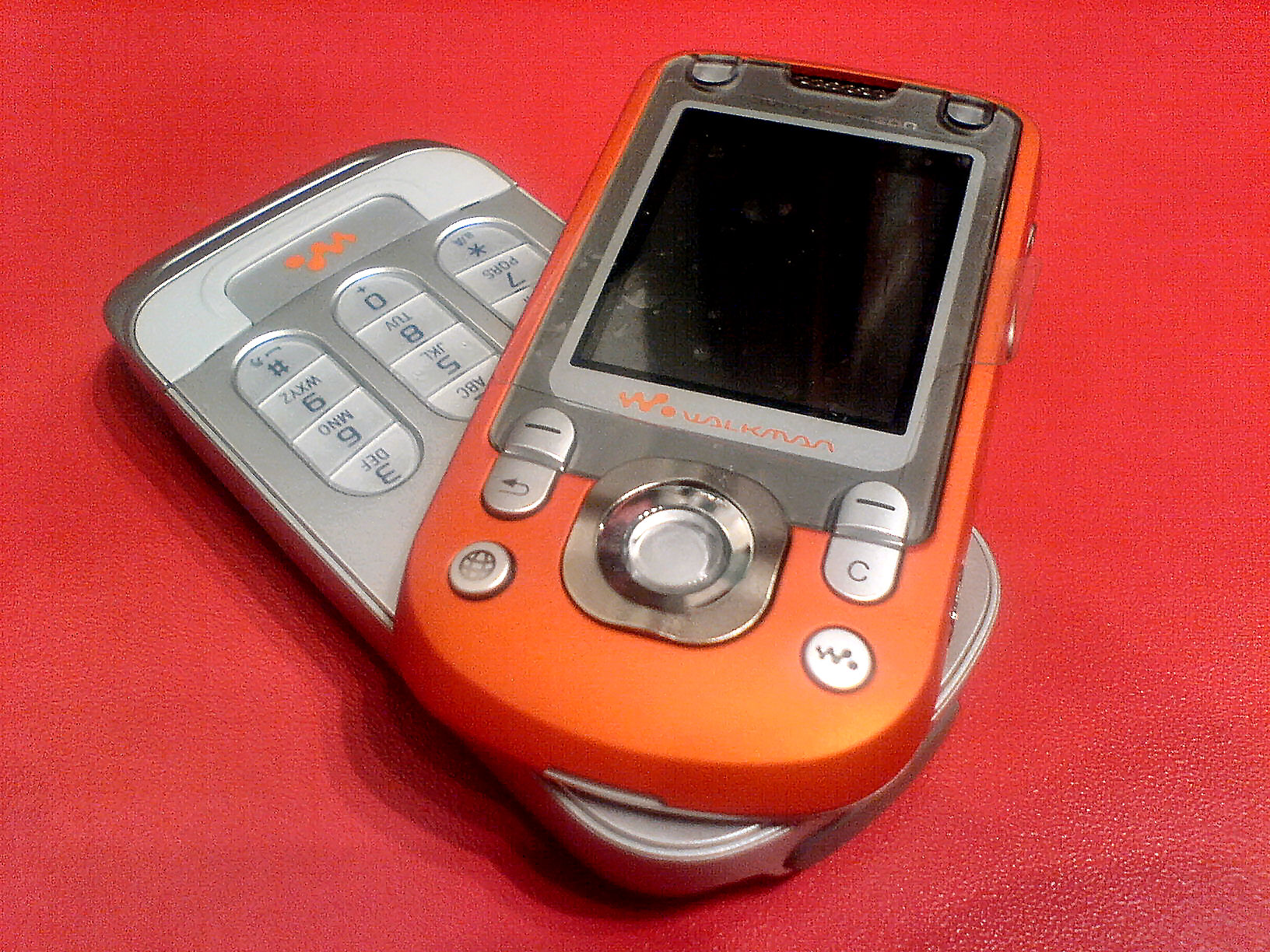
El Sony Ericcson W550i, del tipo giratorio/swivel.
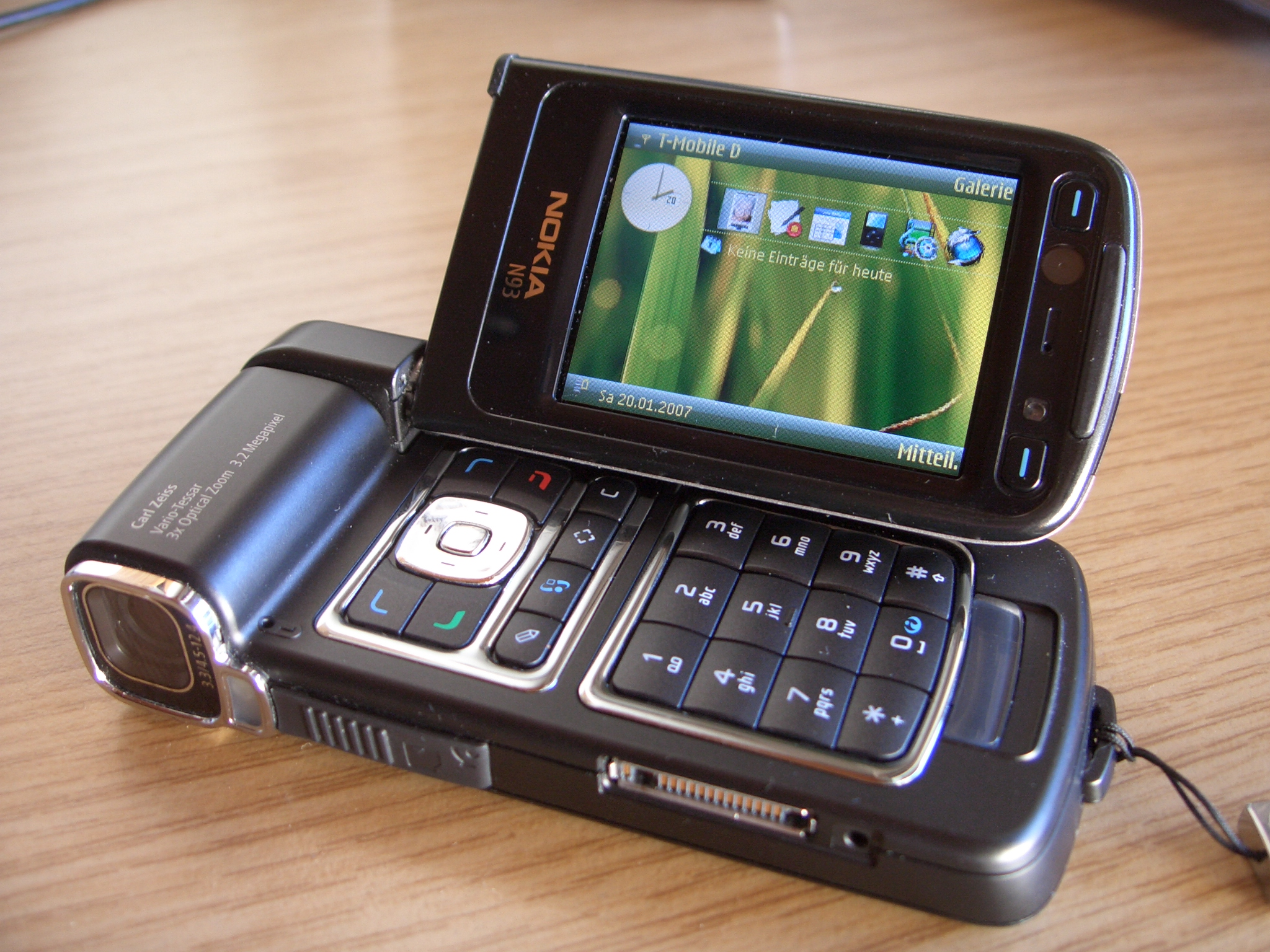
El Nokia N93, del tipo mixto.